# La Volada de l'Àliga

La Volada de l'Àliga, respecte del terme de Castellcir

La Volada de l'Àliga és una roca singular del terme municipal de Castellcir, a la comarca del Moianès.
Està situada a prop de l'extrem nord-oest de l'enclavament de la Vall de Marfà, en els Cingles de Serramitja. És damunt i a la dreta tant del torrent de la Font d'Esqueix com de la Golarda, al nord de la Datzira i del Molí de la Datzira.

## Etimologia
És un topònim romànic modern de caràcter descriptiu; és una roca que hom associa al punt de partença del vol de les àligues.